# (1818) Brahms
(1818) Brahms ist ein Asteroid des inneren Hauptgürtels, der am 15. August 1939 vom deutschen Astronomen Karl Wilhelm Reinmuth an der Landessternwarte Heidelberg-Königstuhl bei einer Helligkeit von 14,4 mag entdeckt wurde. Nachträglich konnte der Asteroid bereits auf Aufnahmen nachgewiesen werden, die am 7. September 1904 am selben Ort sowie am 13. Oktober 1936 am Konkoly-Observatorium in Budapest gemacht worden waren.
Der Asteroid wurde benannt nach dem deutschen Komponisten Johannes Brahms (1833–1897).

## Wissenschaftliche Auswertung
Eine Auswertung von Beobachtungen im nahen Infrarot nach der Reaktivierung von NEOWISE im Jahr 2013 führte 2016 für (1818) Brahms zu vorläufigen Werten für den Durchmesser und die Albedo im sichtbaren Bereich von 3,7 km bzw. 0,30.
Aus den archivierten photometrischen Daten einer großen Anzahl von Observatorien konnte in einer Untersuchung von 2025 erstmals eine Rotationsperiode für (1818) Brahms von 5,357 h bestimmt werden.

## Asteroidenpaar
(1818) Brahms bildet mit dem Asteroiden (960) Birgit ein quasi-complanares Asteroidenpaar. Sie besitzen sehr ähnliche Bahnelemente und bewegen sich nahezu in der gleichen Bahnebene, allerdings sind ihre Apsidenlinien leicht gegeneinander verdreht. (1818) Brahms besitzt eine etwas kürzere Umlaufzeit um die Sonne als (960) Birgit, so dass er diese etwa alle 57 Jahre überholt. In den 1000 Jahren um die derzeitige Epoche herum kommen sich die beiden Körper aber nur einmal näher als 3 Mio. km, dies geschah im Oktober 1790 bis auf einen geringen Abstand von etwa 360.000 km.